# Extr@
Pour les articles homonymes, voir Extra (homonymie).
Extr@ est une série télévisée à but éducatif qui a été diffusée de 2002 à 2004 et produit par Channel 4. Il y avait quatre versions : anglais, français, allemand et espagnol. La version anglaise a été coproduite par la RAI OTBC (Centre de production de Turin) pour Rai Educational.

## Résumé
La version anglaise compte trente épisodes, et les trois autres langues ont chacune treize épisodes. Dans ces treize épisodes, les intrigues sont presque les mêmes dans les quatre langues.
Le personnage central (Hector, dans la version anglaise, ou Sam, dans les trois autres versions) qui n'a qu'une connaissance très rudimentaire de la langue vedette, vient séjourner chez son correspondant (Bridget, anglophone ; Sacha, francophone ; Sascha, germanophone ; Lola, hispanophone). Ses efforts pour se familiariser avec la langue fournissent la dynamique centrale pour le contenu de la série d'apprentissage de la langue. La série est particulièrement adaptée aux adolescents et aux jeunes adultes qui peuvent se référer à la mise en contexte et aux significations implicites dans le scénario,,,.
La série télévisée est accompagnée de transcriptions et de matériel de soutien pour l'apprentissage des langues, ainsi que de vidéos avec une capture d'écran et des résumés de chaque épisode.

## Acteur
| Anglais                        | Français                                        | Allemand                                        | Espagnol                                        |
| ------------------------------ | ----------------------------------------------- | ----------------------------------------------- | ----------------------------------------------- |
| Javier Marzan – Hector Romero  | Lars Oostveen (aussie Lawrence Ray) – Sam Scott | Lars Oostveen (aussie Lawrence Ray) – Sam Scott | Lars Oostveen (aussie Lawrence Ray) – Sam Scott |
| Julie Buckfield – Annie Taylor | Marie Cordillot – Annie                         | Britta Becker – Anna Schmidt                    | Celia Meiras – Ana                              |
| Abby Simpson – Bridget Evans   | Vanessa Seydoux – Sacha Fontaine                | Leontine Hass – Sascha Meier                    | Vanessa Otero – Lola Cano                       |
| Toby Walton – Nick Jessop      | Jean-Felix Callens – Nico Dubois                | Frank Brunet – Nic Müller                       | Javier Marzan – Pablo Aranda García             |

## Épisodes
| Épisode | Anglais                  | Français                   | Allemand                   | Espagnol                 |
| ------- | ------------------------ | -------------------------- | -------------------------- | ------------------------ |
| 1       | Hector’s Arrival         | L'arrivée de Sam           | Sams Ankunft               | La llegada de Sam        |
| 2       | Hector Goes Shopping     | Sam fait du shopping       | Sam geht einkaufen         | Sam va de compras        |
| 3       | Hector Has a Date        | Sam a un rendez-vous       | Sam hat ein Date           | Sam aprende a ligar      |
| 4       | Hector Looks for a Job   | Sam trouve du travail      | Sam sucht einen Job        | Sam busca un trabajo     |
| 5       | A Star Is Born           | Une étoile est née         | Ein Star ist geboren       | Ha nacido una estrella   |
| 6       | Bridget Wins the Lottery | Le jour du loto            | Lotto-Tag                  | El día de la Primitiva   |
| 7       | The Twin                 | La jumelle                 | Der Zwilling               | La gemela                |
| 8       | The Landlady’s Cousin    | La cousine de la concierge | Die Kusine der Vermieterin | La prima de la dueña     |
| 9       | Jobs for the Boys        | Du boulot pour Sam et Nico | Jobs für Nic und Sam       | Trabajos para los chicos |
| 10      | Annie’s Protest          | Annie proteste             | Anna demonstriert          | Ana protesta             |
| 11      | Holiday Time             | Les vacances               | Ferienzeit                 | Tiempo de vacaciones     |
| 12      | Football Crazy           | Fou de foot                | Verrückt nach Fußball      | Fanáticos del fútbol     |
| 13      | A Wedding in the Air     | Un mariage dans l'air      | Hochzeitspläne             | Boda en el aire          |
| 14      | Changes                  |                            |                            |                          |
| 15      | The Bouncer              |                            |                            |                          |
| 16      | Uncle Nick               |                            |                            |                          |
| 17      | Cyber Stress             |                            |                            |                          |
| 18      | Just the Ticket          |                            |                            |                          |
| 19      | Kung Fu Fighting         |                            |                            |                          |
| 20      | Every Dog has its Day    |                            |                            |                          |
| 21      | The Entertainers         |                            |                            |                          |
| 22      | Haunting at Halloween    |                            |                            |                          |
| 23      | Truth or Dare            |                            |                            |                          |
| 24      | Pilot Nick               |                            |                            |                          |
| 25      | Art                      |                            |                            |                          |
| 26      | Alibi                    |                            |                            |                          |
| 27      | Can You Live Without...? |                            |                            |                          |
| 28      | Christmas                |                            |                            |                          |
| 29      | Camping                  |                            |                            |                          |
| 30      | Love Hurts               |                            |                            |                          |

Le résumé de l'épisodes est basé sur la version anglaise. Les intrigues sont presque les mêmes dans toutes les langues. Les jeux de mots, comme dans toute internationalisation, sont généralement intraduisibles et impliquent de légères différences.

### Épisode 1
Bridget (Sacha, Sascha, Lola) partage un appartement à Londres (Paris, Berlin, Barcelone) avec son amie Annie (Anna, Ana). Elle reçoit une lettre de son ancien correspondant Hector d'Argentine (Sam d'Amérique), lui annonçant qu'il arrive. Lorsqu'il se présente, ses compétences en anglais (français, allemand, espagnol) s'avèrent très faibles. Il en résulte le malentendu qu'il joue avec des voitures miniatures et qu'il habit dans un musée. Il porte aussi des vêtements démodés. Les filles sont agacées par cette situation et se demandent si elles doivent l'accueillir. Ils proposent à Nick (Nico, Pablo), le voisin qui apparaît maintenant, de donner des cours d'anglais à Hector pendant qu'ils font les courses.
Nick, jaloux, apprend sournoisement à Hector des mots qu'il utilise ensuite sans méfiance pour se moquer méchamment d'Annie. Il encourage également Hector à prouver sa forme physique sur le vélo d'appartement de Bridget, même s'il sait qu'elle ne tolère pas la présence d'étrangers dessus. Comme ça le fait transpirer, Hector prend une douche. Lorsque les filles rentrent chez elles, elles en ont assez et veulent mettre Hector à la porte. Lorsque Hector sort de la douche vêtu seulement d'une serviette, ils sont fascinés par son corps et restent sans voix.
Soudain, Nick pousse Hector dans la salle de bain et ferme la porte. Il a trouvé un portrait d'Hector et de sa riche famille dans un magazine. Après qu'Hector lui ait avoué qu'il cherche de vrais amis, ils décident tous deux de ne pas en parler aux filles. Pendant ce temps, les filles ont changé d'avis et font la cour à Hector. De plus, il s'avère que la mauvaise impression d'Hector était basée sur les machinations de Nick. Comme aujourd'hui est un jour férié, ils veulent faire une petite fête.

### Épisode 2
Bridget, Annie et Nick sont terrifié par le style vestimentaire démodé d'Hector et veulent le habiller de neuf. Cependant, leurs idées sur le nouveau style divergent fortement. Bridget veut un style tendance. Nick un motard et Annie un cow-boy. Chacun des trois achète un article pour Hector. Lorsqu'ils rentrent chez eux, ils constatent qu'ils ne correspondent pas. Après que tous les trois se soient entraînés à faire des achats avec Hector dans la langue locale, il part seul et revient étonnamment peu de temps après dans une tenue à la mode.
Pendant qu'ils étaient absents, Hector avait trouvé une liste de courses et avait commandé les articles qui y figuraient en ligne. Bridget, Nick et Annie réalisent maintenant qu'il a commandé un article de manière incorrecte et a acheté douze douzaines au lieu de douze œufs. Enfin, la propriétaire se plaint qu'il y a quatre cents boîtes de nourriture pour chiens dans l'entrée principale. Immédiatement, il devient clair qui a merdé.

### Épisode 3
Lorsqu'elle cherche un partenaire, Annie est dominée par Bridget. Elle essaie donc de poster une annonce personnelle sur Internet, mais ne reçoit que trois réponses complètement bizarres. Le frimeur Nick se vante de trouver facilement des nanas sur Internet.
Bridget donne des cours de gymnastique à Hector, puis emmène Annie au gymnase. Avant cela, elle charge les garçons de faire la lessive et d'arroser une plante.
Hector dit à Nick qu'il n'a jamais eu de petite amie. Ce dernier poste alors une annonce de rencontre sur Internet en prétendant qu'ils sont tous deux millionnaires, alors qu'en fait cela ne s'applique qu'à Hector. Pendant ce temps, Hector asperge la plante de parfum au lieu de l'arroser et range son t-shirt rouge dans le lingerie blanc et les lave à très chaud.
Après avoir quitté l'appartement, les garçons reçoivent 633 réponses à l'annonce. Les filles, qui rentrent chez elles, le découvrent. Ils trouvent également la plante fanée et parfumée, le flacon de parfum vide, et le lingerie blanc taché de rouge par le t-shirt. Ils préparent leur vengeance et suppriment les 633 emails. Ensuite, elles se rendent au cybercafé pour proposer aux garçons un rendez-vous avec deux danseuses.
Les garçons de retour sont déçus de n'avoir reçu qu'une seule réponse. Cependant, ils sont heureux qu'ils sont danseuses et se préparent pour le rendez-vous. Au passage, Nick explique à Hector comment faire des compliments. Lorsque l'on frappe à la porte à l'heure prévue, il y a deux filles déguisées en chiens. Au départ, ils prétendent être des danseuses dans une comédie musicale de chiens. Nick insiste sur le fait qu'ils sont millionnaires. Bridget et Annie se dévoilent alors et pensent que les « millionnaires » pourraient alors payer pour la plante fanée et la lingerie.